# Marineria veneziana

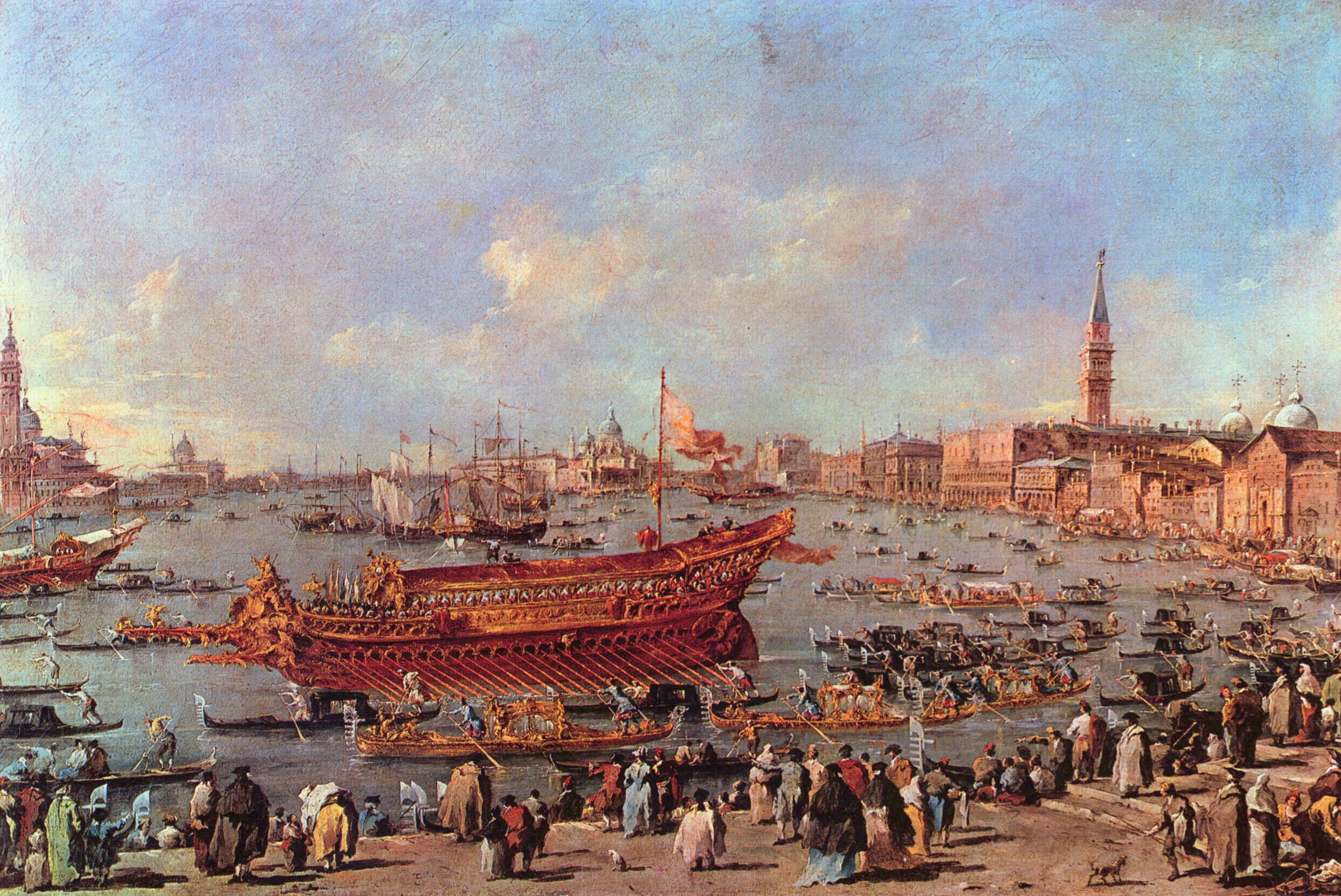
Le Bucintoro du XVIIIe siècle dans un tableau de Francesco Guardi.

Marineria veneziana désigne l'ensemble des structures navales de la marine militaire de la république de Venise : arsenal principal, arsenaux et bases militaires secondaires dans les États de la mer, chantiers navals, et bien sûr la flotte militaire elle-même.
Elle a joué un rôle essentiel dans l'histoire de Venise et de la Republica Serenissima, qui était une thalassocratie. L'une des premières forces navales au monde, en particulier au Moyen Âge et à l'époque moderne, son déclin commence à la fin du XVIe siècle, mais même amoindrie, la marine vénitienne perdure jusqu'en 1797, lorsque la ville se rend aux troupes de Napoléon Bonaparte, qui intègre la Marineria aux escadres de la marine française en Méditerranée.

## Histoire
L'histoire de la Marineria veneziana commence avant même l'indépendance de la Sérénissime, en tant qu'escadre adriatique de la marine byzantine, assurant la sécurité de la Venetikà devenue Vénétie maritime, et du thème de Dalmatie. Cette escadre de la marine de l'Italie byzantine devient autonome vis-à-vis de la flotte impériale sous le mandat du protospathaire et doge Orso Ier Participazio, en 870. Elle comporte des pilotes expérimentés, capables de naviguer sans s'échouer dans les labyrinthes des lagunes bordant le nord-ouest de l'Adriatique et des îles dalmates bordant le nord-est, sous des vents violents. Au Moyen Âge, pour sécuriser son commerce avec les mers du Levant où aboutissent les extrémités occidentales de la route de la soie, Venise se dote d'une flotte si nombreuse qu'elle peut détourner des croisades vers l'Empire byzantin, et, une fois celui-ci mis en pièces, faire face aux forces de l'immense Empire ottoman qui le remplace.

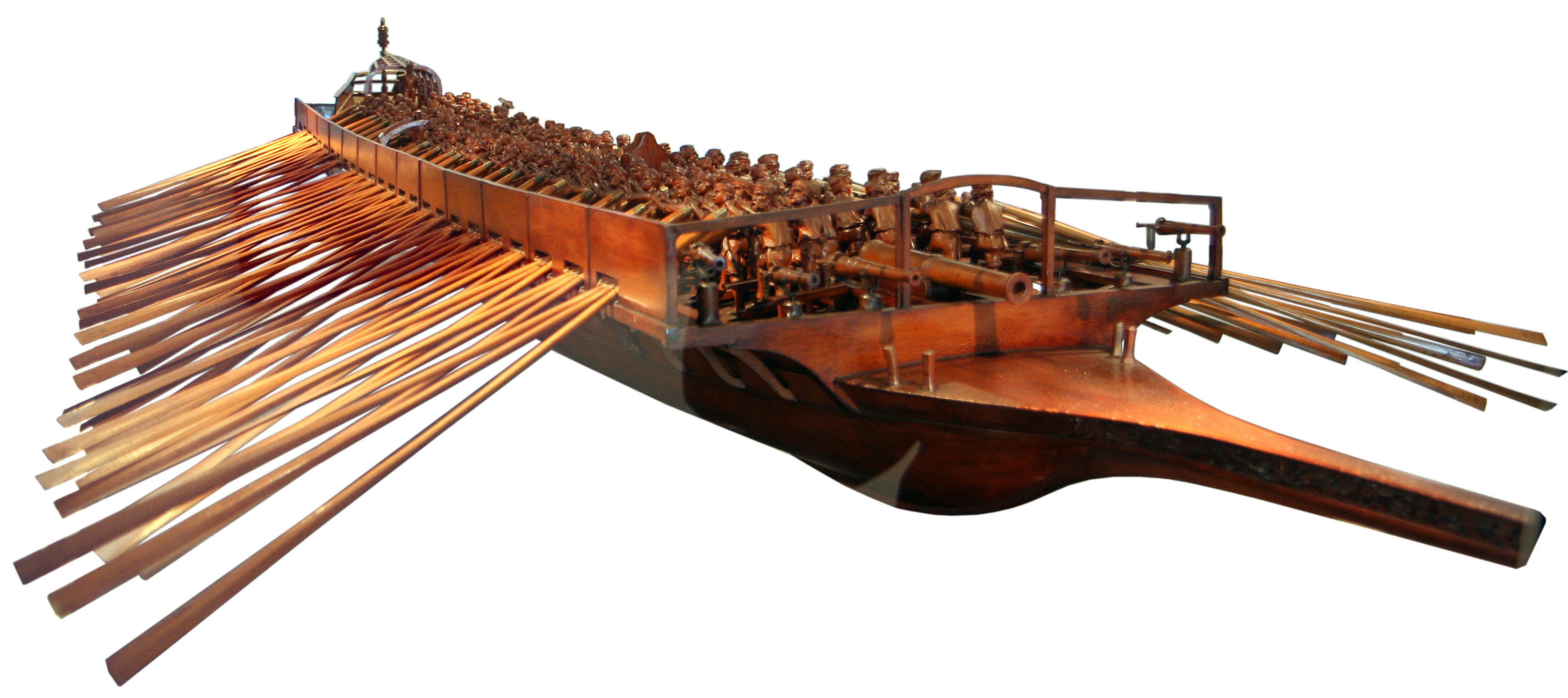
Modèle naval d'une galea sottile vénitienne au Musée d'histoire navale de Venise (vue de la proue).

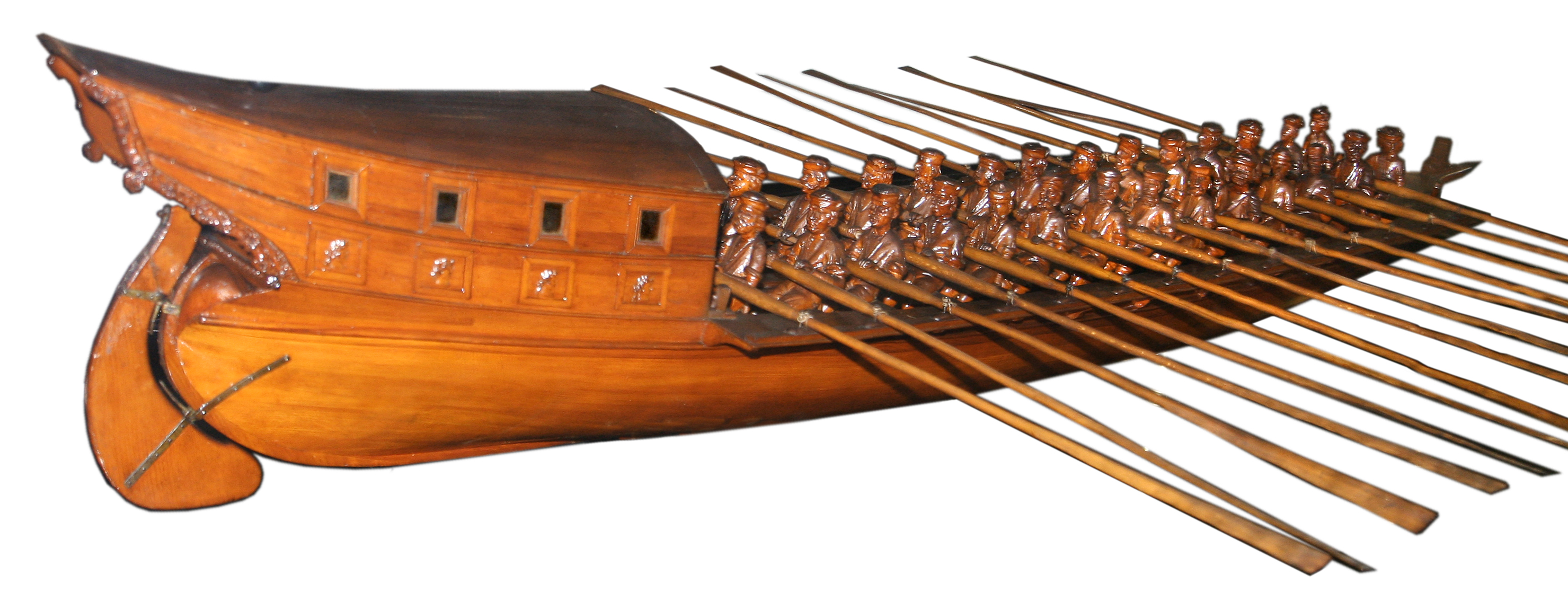
Modèle naval d'un bateau vénitien au Musée d'histoire navale de Venise (vue de la poupe).

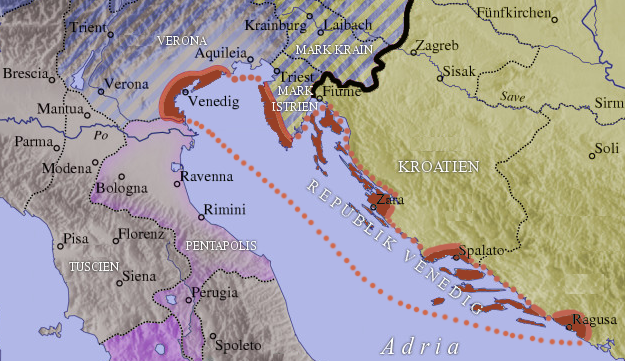
La thalassocratie vénitienne à ses débuts, peu avant l'an mil.

### Origines entre leVIIIesiècleet leXIesiècle
Les origines de la marine vénitienne se trouvent dans la première tradition navale romaine puis byzantine. Venise était à l'origine une province autonome et militaire de ces empires et bénéficiait de leurs techniques navales et militaires. A cette époque, il n'y avait pas vraiment de distinction entre marine marchande et marine de guerre. Tous les navires devaient être préparés, si nécessaire, à se défendre contre une agression ; et en cas de conflits plus violents, les navires et équipages marchands étaient rassemblés et renforcés pour former la flotte de guerre. Après l'urgence, la flotte se dispersait et retournait au commerce. Avec ces navires, Venise combattit aux côtés de l'Empire byzantin contre les Arabes, les Francs et les Normands puis, à partir de 1000, s'émancipa, conquit la domination sur l'Adriatique, soumit les Narentins et les Dalmates, puis se dressa contre son ancienne métropole lors de la quatrième croisade, qu'elle détourna sur Constantinople, ce qui lui permit de s'emparer de nombreux territoires en mer Égée et en Méditerranée orientale, et de dominer le commerce des États latins d'Orient. Cependant, l'affaiblissement de l'Empire byzantin profita finalement à l'Empire ottoman qui finit par fermer les routes commerciales de Venise en Orient, et lui reprendre des possessions du Levant. Plusieurs types de navires existaient, les uns à usage purement militaire, d'autres à prédominance marchande ou bien mixtes, :
- les brulotti (« brûlots »), pour incendier les navires ou les ports ennemis ;
- les dromons (« croiseurs ») à un ou deux ponts, munis de hauts châteaux utiles pour les sièges en mer, portaient des siphons (ru) armés du terrible feu grégeois, un liquide incendiaire capable de brûler sur l'eau, dont la composition, à base de naphtes et de résines, reste inconnue, mais qui servait déjà pour le lamparo dans l'antiquité tardive ;
- les gatti (« chats »), sortes de yoles à voile et avirons, étaient capables de se glisser là où d'autres navires ne le pouvaient pas, ou d'assurer des liaisons rapides entre eux ;
- les galandri, palandri ou zalandri dérivés des chélandions byzantins (« porteurs », qui a donné en français le mot chaland) étaient des galères à mât, munies d'un gaillard arrière ;
- les galee sottili (« galères sveltes ») étaient dérivées des ophidies byzantines, à usage mixte, légers, rapides et maniables, mais fortement armés notamment d'engins de tir, à un seul pont, mû au besoin par des rames ou des voiles latines ; le nombre d'hommes à bord et la capacité de naviguer même contre le vent ou en son absence, en faisaient un navire sûr, idéal pour la guerre et pour le transport des biens les plus précieux ; ils étaient longs d'environ 45 m et larges de 5 m pour environ 25 bancs de rameurs ;
- les goumbaries sont mentionnées à l'époque de Pietro II Candiano ;
- les hippogogues (« dirigeant des chevaux ») transportaient des troupes montées ;
- les navi sottili (« navires sveltes ») étaient dérivés des trirèmes romaines qui pendant un millénaire avaient été les principaux navires de guerre en mer Méditerranée ;
- les navi tondi (« navires ronds »), directement dérivés de l'oneraria romaine, étaient de grands navires à bord haut, avec de multiples ponts et des formes trapues, se déplaçant principalement à la voile et idéaux pour le transport rentable de grandes quantités de marchandises ; cependant dans la navigation, ce type de navire était limité par la direction des vents et était plus vulnérable aux assauts ennemis, bien qu'en cas de guerre il pouvait être utilisé comme support pour la flotte de navi sottili ;
- enfin les ouzies ou buzzi étaient de grandes galères de guerre et de commerce, munies de deux ou trois mâts, dont serait dérivé le Bucintoro.

### La marine vénitienne entre leXIIesiècleet la première moitié duXVesiècle
Au XIIe siècle, les intérêts commerciaux vénitiens au Proche-Orient bénéficient des vastes concessions byzantines contenues dans la chrysobulle de l'empereur Alexis Ier Comnène, ainsi que des Croisades, pour lesquelles Venise fournit des services de transport et un soutien militaire. C'est alors qu'est construit l'Arsenal de Venise. Toutes les activités liées à la construction et à l'entretien de la flotte, sous le contrôle strict de l'État, étaient concentrées dans ce grand site public. Même la propriété des galères passa à la République, qui organisa alors régulièrement des expéditions commerciales, les muda, dans lesquelles des particuliers se limitaient à louer les espaces pour le transport des marchandises.
Le XIIIe siècle débute par la conquête des domaines d'outre-mer en détournant la quatrième croisade sur Constantinople, qui bien que ville chrétienne (mais non soumise à la Papauté) est conquise et mise à sac en 1204. Venise devient ainsi la principale puissance maritime de la Méditerranée orientale et le créditrice de la plupart des États latins d'Orient. Sa flotte se dote d'un dense réseau de bases, de colonies et d'intérêts. Un nouveau type de galère est alors développée, utile pour servir dans les mude : la galea grossa da merchado (it) (da mercato), aux dimensions plus imposantes que les navires sottile (« sveltes »), au détriment des qualités maritimes, mais au profit des capacités marchandes. En pratique, il s'agissait d'un compromis entre fonction militaire et fonction commerciale, ce qui rendait la galea grossa particulièrement utile pour un transport rentable des marchandises précieuses échangées avec l'Orient. Elle faisait environ 50 mètres de long, 7 mètres de large, pour deux ou trois mêts et environ 25 bancs de rameurs.
Dans le même temps, le déclin définitif du pouvoir ducal vénitien, et la stabilisation de la forme républicaine de l'État, conduisirent à cette période à retirer progressivement au Doge la désignation de commandants militaires, qui passa au Conseil majeur pour les siècles suivants. Par ailleurs, la concurrence grandissante avec les autres thalassocraties de Gênes et de Pise ont poussé la « Sérenissime » à maintenir en service plus souvent et plus longtemps les flottilles militaires. Dès 1268, Venise se dota d'une flotte militaire permanente pour le contrôle de l'Adriatique que les Vénitiens appelaient le Golfe : c'est un cas pratiquement unique à cette époque. Par cette force navale, la République imposait son autorité sur cette mer qu'elle percevait comme la sienne, la patrouillant, inspectant les navires de passage et attaquant tous ceux qu'elle jugeait hostiles.
Au XIVe siècle l'introduction de nouvelles techniques de construction, du gouvernail d'étambot (auparavant les navires étaient dirgés par deux gouvernes latérales) et du compas magnétique (invention probablement venue de Chine au retour de Marco Polo de ses voyages en 1295), a radicalement modifié l'art de la navigation.
C'est le siècle du conflit meurtrier avec Gênes, qui déboucha sur la Guerre de Chioggia, où le salut de Venise résida probablement dans l'incroyable résilience permise par son Arsenal, qui sut, en très peu de temps, reconstituer la flotte perdue et contre-attaquer. Déjà à cette époque le grand chantier naval gardait en permanence au moins une cinquantaine de coques recyclables, toujours prêtes à être immédiatement aménagées et armées.
Au début du XVe siècle se répandit l'usage d'un nouveau type de navire, développé en mer du Nord par les flottes de la Ligue hanséatique puis répandu dans le reste de l'Europe, adopté par Venise notamment pour le commerce avec le Nord : la cocca, grand navire rond adapté pour résister même aux mers du nord difficiles. Ces navires, de construction vénitienne, avaient une coque en forme de poire inversée, plus large vers la proue et plus étroite à l'arrière, ainsi qu'un haut gaillard d'avant. Parallèlement aux escadres navales qui opéraient en mer, au moins à partir du milieu du XIIIe siècle, Venise commença à déployer des escadres militaires fluviales le long du Pô. Au départ, elles se composaient de quelques unités, six ou sept scaule (petits bateaux à fond plat), mais pendant les guerres contre le duché de Milan, pendant la guerre de Ferrare et jusqu'à la bataille de Polsella en 1509, la Sérénissime a opéré le long du Pô et sur le lac de Garde avec de véritables flottes militaires. Dans les eaux intérieures, les Vénitiens utilisaient des galions, d'un type différent du navire du même nom utilisé en mer. Les galions avaient un fond plat, en moyenne entre 35 et 40 mètres de long, et étaient munis de structures en bois fortifiées le long des côtés. Leur équipage était composé d'une cinquantaine de mariniers, de quelques dizaines d'arbalétriers et fantassins, et chaque navire était équipé d'au moins une bombarde. A côté des galions, les Vénitiens utilisaient également des galères, qui se sont cependant révélées inadaptées à la navigation fluviale.

### Seconde moitié duXVesiècle-XVIIIesiècle

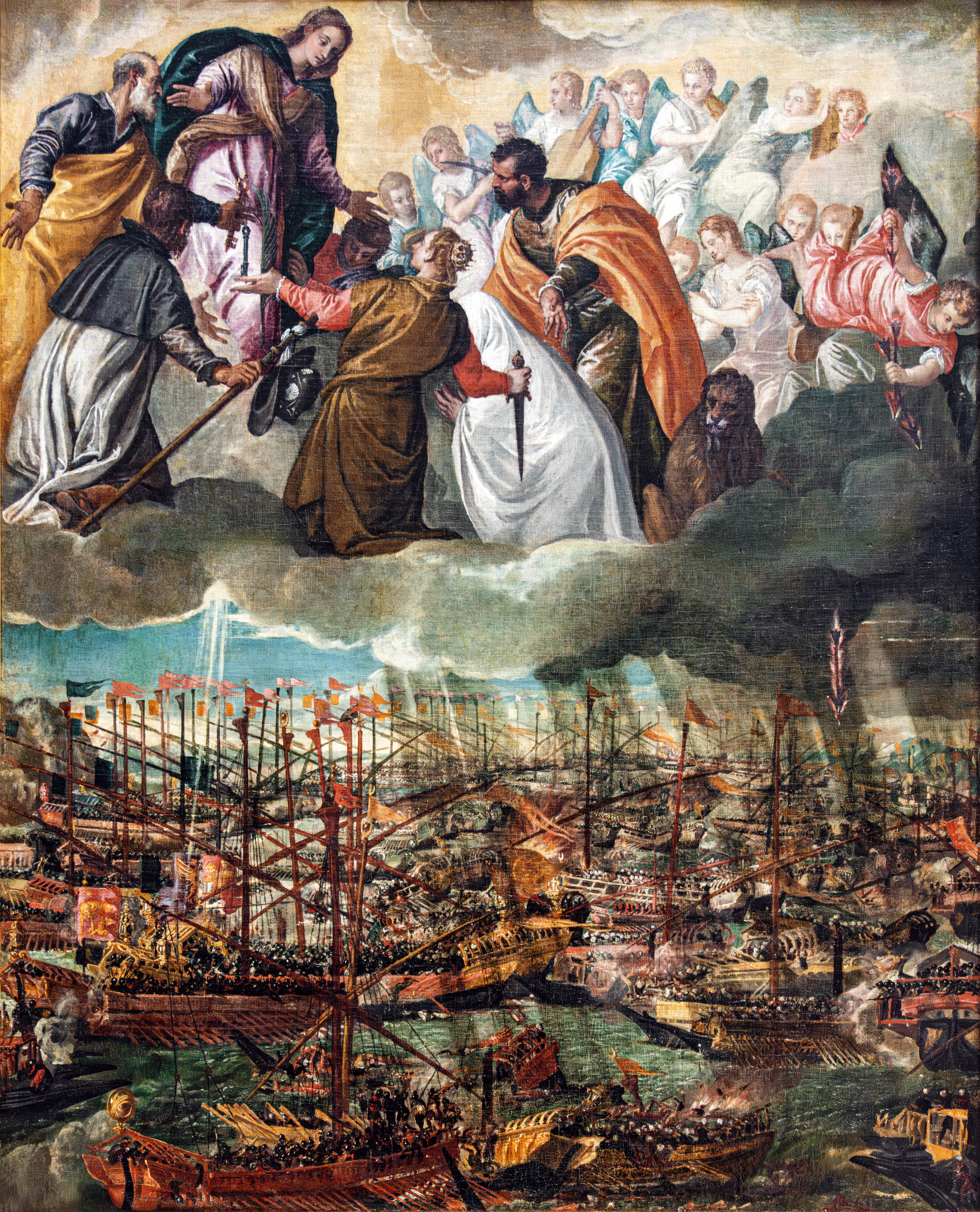
La bataille de Lépante, tableau du Véronèse.

Une nouvelle phase pour la marine vénitienne débute en 1453, avec la chute de Constantinople et le début de la confrontation séculaire avec l'Empire ottoman.
Face à la menace croissante qui pèse sur ses possessions maritimes, Venise est confrontée au choix de constituer une véritable marine militaire permanente, avec des dizaines de galères opérant en temps de paix et une force appréciable de plus d'une centaine de galères en cas de guerre. Le maintien et l'administration d'une telle force navale nécessitait un effort d'organisation intense, qui fut délégué à une nouvelle magistrature : le Magistrato alla Milizia da Mar (it) (1545), chargé de la construction et de l'entretien des navires et de l'artillerie, de l'acquisition du biscotto et en général de nourriture, d'armes et de poudre à canon, du recrutement d'équipages et de la fourniture d'argent.
Dans le même temps, la diffusion des armes à feu conduit progressivement à armer les galères non plus du traditionnel feu grégeois, mais d'artillerie positionnée à l'avant et capable de tirer dans le sens de l'avancée du navire. Dans la même période, de nouveaux types de navires ont été développés :
- Le brigantino, petit navire rapide, semblable à une galère, pour les services d'escorte et de transport. Environ 20 m de longueur, large de 3 m, pour environ 14 banchi.
- La galeotta, un petit navire semblable à une galère, mais plus rapide et plus maniable. Environ 25 m de long, large de 4 m, pour environ 15 banchi.
- La fusta, petite galère fine. Environ 35 m de long moi large 5 m, pour environ 20 banchi.
- La Galea bastarda (it), avec des dimensions plus grandes et des formes de poupe plus pleines que la galea sottile, capable d'agir en tant que capitana o patrona, c'est-à-dire en tant que navire amiral.

Au XVIe siècle, les petites armes de jet traditionnelles (arcs et arbalètes) sont progressivement remplacées à bord des navires par des arquebuses plus modernes. Toujours à la même époque aux traditionnelles galee libere, dont les équipages de forçats étaient composés de ce qu'on appelle les buonavoglia (c'est-à-dire les hommes libres recrutés contre rémunération) et les zontaroli (c'est-à-dire les débiteurs et les condamnés, qui ont ainsi payé leur dette, ou enrôlés pour le besoin de guerre), les premières galères sforzate commencèrent à s'allier, c'est-à-dire mues exclusivement par des forçats condamnés aux travaux forcés aux rames. L'utilisation de ce type de navires, cependant, est toujours resté assez limité dans la marine vénitienne, à tel point qu'ils n'entraient même pas dans la hiérarchie normale de la flotte et constituaient une flottille distincte, dépendante du nommé Governator de' Condannati .
Lors de la bataille victorieuse de Lépante, une nouvelle invention vénitienne a fait ses débuts, qui s'est rapidement étendue à d'autres flottes de la Méditerranée :
- la galeazza, un navire de guerre exclusivement, construit sur le modèle des grandes galères, mais beaucoup plus grand et avec un bord haut. Mues presque exclusivement par des voiles, nécessitant souvent aussi le remorquage des galères voisines, les galères étaient armées de nombreuses pièces d'artillerie, permettant de briser l'élan de la flotte adverse. En effet, ce navire autorisait pour la première fois le tir latéral, se présentant ainsi comme une sorte de forteresse flottante. Environ 50 m de long, large de 8 m, pour environ 25 banchi.

Parallèlement, avec la baisse du trafic commercial, la galea grossa mercantile disparaît.
Le XVIIe siècle marque la perte définitive des possessions coloniales pour Venise : la guerre de Candie, âprement combattue pendant vingt-cinq ans par Venise, amenant ses flottes aux portes d'Istanbul (expédition vénitienne des Dardanelles (it)), marque aussi la perte de la dernière et la plus précieuse possession, la Crète. En septembre 1669 un projet fut même présenté pour la construction d'un bateau capable de naviguer sous l'eau , pour attaquer les fortifications turques de Crète pendant la guerre de Candie, mais la signature presque simultanée de la paix fit enterrer le projet . Sont apparus dans cette période : 
- la galea bastardella, de taille intermédiaire entre la galea bastarda et la galea sottile.
- Le galeone, voilier à plusieurs ponts capable d'emporter de nombreux canons. De tels navires, surtout dans les premiers jours, semblaient souvent encore hybrides avec la présence d'avirons. Les galions étaient utilisés à Venise pour armer la flotte de guerre de navi grosse, à placer côte à côte avec les nave sottili traditionnels.

Les expériences accumulées lors des conflits avec l'Espagne et les Turcs avec les navires loués par les Hollandais et les Anglais avaient en effet poussé le navire de guerre à se tourner de plus en plus résolument vers les voiliers. A cette époque, la séparation entre les deux banchi de la flotte militaire était établie, la nommée Armada grossa à voile, et l'Armada sottile, à aviron.
En 1619, donc, le Sénat de Venise décréta la constitution sur l'île de la Giudecca d'un Collegio dei Giovani Nobili auquel était déléguée la formation des cadres de la marine. Au cours des années 1600, les galères restèrent des protagonistes importants des guerres méditerranéennes, mais elles n'étaient clairement plus le type de navire capable de gagner toutes les batailles ; depuis la fin du XVIe siècle, les galions et autres navires ronds, « tonde», selon la dénomination vénitienne (c'est-à-dire les navires à trois mâts, à voile et à grand tirant d'eau), ont commencé à devenir les principaux composants des flottes européennes et au-delà. Au début du siècle, en raison également de l'évidente impréparation à gérer ce type de bateaux atlantiques et ponentins, Venise obtint à la location un certain nombre de navires « mercenaires », hollandais et anglais, dans une fonction anti-espagnole, mais dès lors qu'il se retrouvait en guerre avec l'Empire ottoman, tous les navires ronds (généralement des galions) capturés furent remis en service dans la marine vénitienne, tandis que l'arsenal commençait à copier certains galions et autres types de navires de ligne hollandais. Ces bateaux, cependant, étaient tenus à l'écart de la flotte sottile (galere, galeazze et autres), formant l'« Armata grossa », surtout au niveau organisationnel; alors qu'en fait les galères étaient dès l'origine « di stato » tant en propriété qu'en commandement et en gestion, les navires ronds « di stato » n'étaient qu'en propriété, étant confiés aux capitaines (aristocrates) qui se chargeaient de leur gestion en privé. Les navires de guerre vénitiens (plus ou moins assistés par des escouades louées anglaises et hollandaises plus ou moins importantes) réussirent cependant à remporter de nombreuses batailles contre les Ottomans durant les années 1600 et à soumettre les Dardanelles à de nombreux blocus, collaborant alors avec les galères dans les opérations côtières pendant les guerres de Candie et de Morée.
Vers la fin du XVIIe siècle, cependant, même la marine turque, d'abord contrainte de recruter ses voiliers parmi les pirates-corsaires barbaresques, réussit à constituer de féroces équipes de navires de guerre pour s'opposer à la marine vénitienne, dans des batailles souvent équilibrées ou peu concluantes. L'une des innovations de cette période était la bombarda, unité navale créée dans les années quarante du XVIIe siècle de manière contemporaine et indépendante par les marines vénitienne et française et capable de bombarder les villes et ports ennemis depuis la mer à l'aide de mortiers ou de bombardes, pratiquant des opérations de terrorisme réel, voire psychologique, envers les ennemis, et détruisant les fortifications côtières les plus vétustes en appui aux équipes de débarquement.
Au XVIIe siècle, outre l'introduction du sextant, le développement de la voile conduit Venise à imiter les autres États européens, rivalisant avec eux pour créer de nouveaux types de voiliers : 
- La fregata, un petit navire de guerre pour patrouiller.
- Le vascello, un grand voilier à plusieurs ponts, armé de dizaines de canons et conçu pour constituer l'épine dorsale de la flotte.

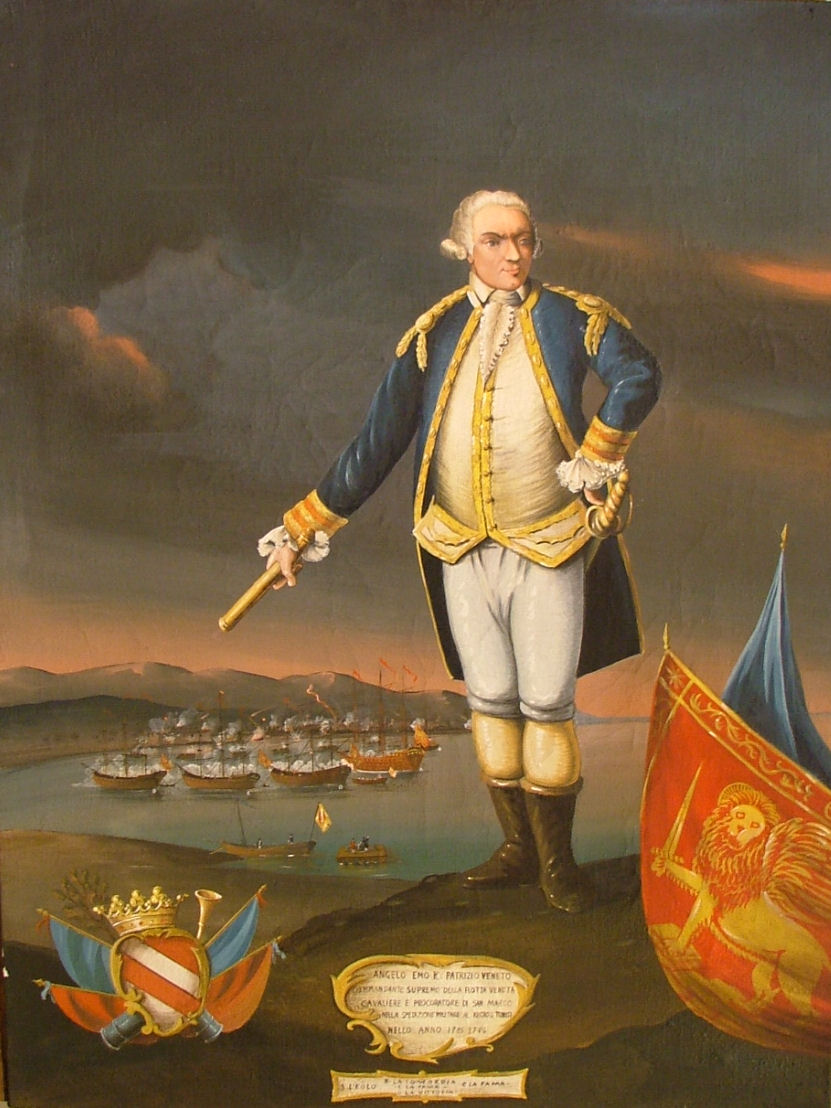
Amiral Angelo Emo

Les dernières campagnes de la marine vénitienne se sont déroulées au début des années 1700 (notamment lors de la grande bataille de Matapan, le 19 juillet 1717, au cours de laquelle 33 navires et frégates vénitiens et alliés, appuyés par 24 galères, se sont affrontés avec 30 navires et 4 galères turcs dans une bataille peu concluante mais très sanglante) et vers la fin du siècle (à partir de 1785), quand Angelo Emo a vaincu quelques ports de pirates barbaresques devenus indépendants de l'Empire ottoman (Sfax, Tunis, Biserta) et qui avaient commencé à pratiquer la piraterie contre Venise et les autres puissances méditerranéennes (chrétiennes et musulmanes). Auparavant (à partir de 1769) la marine vénitienne avait été mobilisée pour empêcher les corsaires russes de bloquer les navires marchands vénitiens à destination de la Turquie.
En 1775, Venise n'était plus une grande puissance navale, mais elle n'était pas non plus hors jeu ; elle totalisait 23 navires de ligne, mais seulement 5 de 70 canons et 5 des 66 étaient « prêts », ils n'avaient pas de coques doublée en cuivre comme les unités britanniques et espagnoles, et étaient équipés de canons d'environ 24 livres, 15 frégates et une trentaine de legni minori (dont plusieurs sciabecchi-fregate). Comparez ces chiffres avec les 131 navires britanniques (dont cependant 39 seulement « modernes » et seulement 66 en service réel, mais comprenant plusieurs unités de 100 canons ou plus), ou les 52 français (qui passent à 73 en 1782, tous de 74 ou 80 canons, à l'exception d'un petit nombre de 64 unités et très peu d'ammiraglie sur les 110 canons), les 58 Espagnols (en 1778, jusqu'à 54 en 1782, comprenant cependant plusieurs unités de très gros tonnage) et les 13 hollandais (en 1781, date de la mobilisation à 19, mais avec des problèmes similaires à ceux de Venise, en termes d'armement et de déplacement).
Plus qu'avec les flottes des grandes puissances (Espagne, France et Grande-Bretagne), la comparaison avec la flotte hollandaise et avec les flottes suédoise et portugaise, toutes trois des grandes puissances maritimes du siècle précédent, est significative, maintenant réduites à une taille plus petite que les vénitiennes ; ou avec les Russes et Turcs, tous deux potentiellement plus substantielles (notamment celle de l'Empire russe, pourtant divisée sur plusieurs mers) que celle de Venise.
Les Russes et les Vénitiens étudièrent leur marine dans une optique anti-turque, tout comme les Turcs étudièrent la leur dans une optique anti-vénitienne et anti-russe, même si en 1770 la flotte turque fut anéantie à Chesme (et en grande partie reconstruite dans le années qui suivent immédiatement). De ce point de vue, il convient de noter qu'aussi bien les Turcs que les Russes avaient (comme la plupart des marines européennes) des navires plus lourds et plus puissants que les Vénitiens (les vaisseaux amiraux turcs du XVIIIe siècle avaient au moins 84 canons) et étaient capables de déployer toutes leurs forces (mais pas toujours avec de bons résultats) ; par exemple à Chesme, contre les Russes, les Turcs déployèrent en 1770 16 navires de ligne (en perdant 15), 6 frégates (toutes coulées), 6 sciabecchi, 32 unités mineures et 13 galères, contre une équipe russe de Méditerranée comprenant 9 navires, 3 frégates et 7 unités plus petites, toutes d'excellente qualité et d'entraînement.

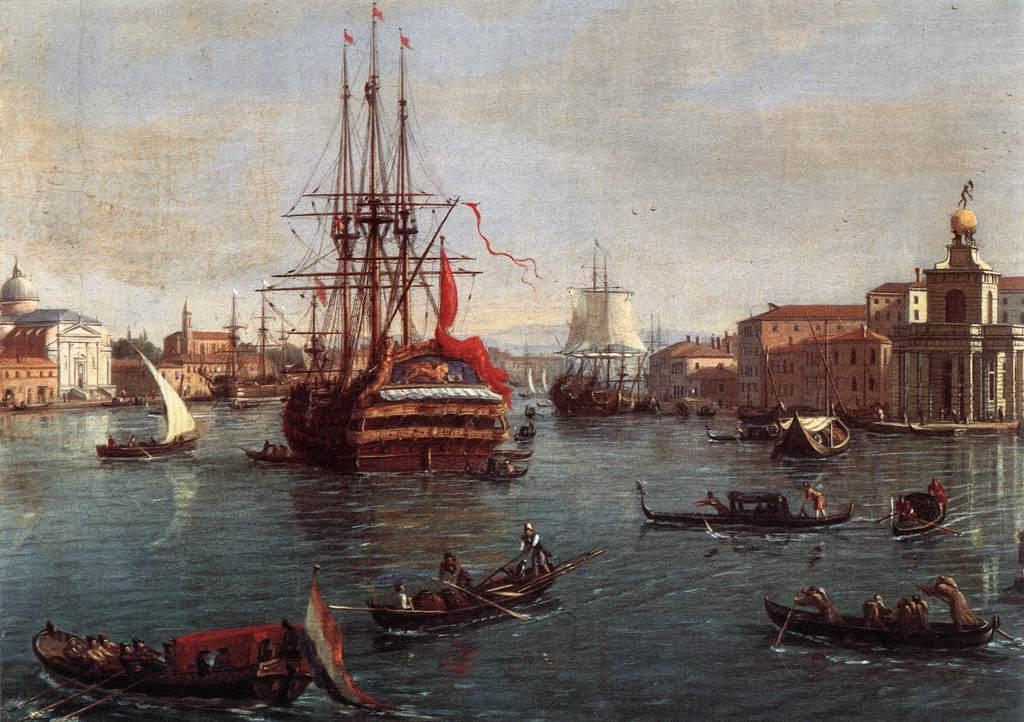
Navire vénitien au début des années 1700 à l'ancre dans le bassin de San Marco (détail du bassin de San Marco par Gaspar van Wittel)

D'un point de vue technologique, Venise avait obtenu d'excellents résultats au début des années 1700, à la fois dans la conception des coques et dans l'armement, mais cela s'est ensuite arrêté. En effet, de nombreuses unités furent commencées dans l'arsenal entre 1719 et 1739 puis complétées petit à petit selon les besoins, empêchant le renouveau physiologique de la marine vénitienne d'être aussi un renouveau technologique, mais seulement une sorte de répétition de modèles déjà connu ; avant-gardiste au début du XVIIIe siècle, dépassée à bien des égards à la fin du siècle. L'armement avait également été très moderne entre la fin du XVIIe siècle et le début du XVIIIe siècle, avec quelques pièces similaires à des caronades incluses dans la Royal Navy depuis la guerre de Sécession.
Cependant elle s'était arrêtée à des canons sur le pont-batterie des navires qui ne semblaient puissants (40 livres) que si l'on oubliait qu'il s'agissait de livres vénitiennes (égales à 301 g), bien plus légères que les françaises (489,5 g, dans le pont de batterie des navires, ils avaient des canons jusqu'à 36 lb) ou que celles britanniques (453,59 g, avec des canons dans les ponts de batterie des navires jusqu'à 32 lb). La levée navale était également défaillante, moins développée que celles françaises et britanniques, avec des équipages en grande partie composés de soldats et non de marins, ainsi que plus petits que celles de nombreuses marines. De plus, la répartition des rangs entre les navires rappelait davantage celles des marines portugaise et espagnole que celles, plus rationnelles et méritocratiques, de la marine britannique, où les rôles de navigation, de commandement et de combat étaient unifiés et non divisés. Dans la marine vénitienne, les commandants pendant le combat étaient souvent des gentilshommes vénitiens (ou des citoyens d'origine), tandis que les officiers qui dirigeaient la navigation étaient souvent des sujets dalmates ou grecs, ou des Vénitiens de basse lignée.
L'ammiraglio (capitaine de mar) Angelo Emo tenta de réformer la marine vénitienne sur le modèle de la marine britannique, également pour relever le défi apporté par l'apparition de la marine russe en Méditerranée, en abandonnant les galères (qui sont désormais résolument dépassées) et mettre tous les navires sous le contrôle direct d'une marine professionnelle et d'État, en augmentant surtout les très bas salaires des marins et en modifiant les règles de discipline et d'avancement de carrière.
Elle ne réussit pas, tout comme elle ne réussit pas, sinon en partie, à améliorer la pratique, l'armement, l'organisation et l'équipement de la marine qui, bien que moderne et comparable à celui de nombreuses puissances navales européennes (Empire ottoman, Pays-Bas, Russie), était désormais dépassé par la France et surtout l'Angleterre, tandis que l'Espagne et le royaume de Naples (en plus de la Suède, du Danemark et du Portugal) modernisaient et agrandissaient leurs flottes, sur le modèle français ou britannique.
De plus, la chaîne de commandement vénitienne privilégiait avant tout l'ancienneté : Angelo Emo, déjà amiral avant l'âge de soixante ans, était une exception et de nombreux officiers supérieurs vénitiens étaient décidément âgés par rapport à leurs collègues français, russes et turcs.
Dans la seconde moitié du XVIIIe siècle, la politique navale vénitienne fut centrée sur la défense acharnée des routes commerciales vénitiennes en Méditerranée. Une série de traités stipulés entre 1763 et 1765 avec les régences barbaresques de Tripoli, de Tunis, d'Alger et avec le royaume du Maroc, diminuèrent, mais n'arrêtèrent pas complètement, les dangers apportés par le raïs nord-africain au trafic marchand en marche. Le non-respect des traités, ignorés à plusieurs reprises par les cantons barbaresques, afin de renégocier les conditions « à la hausse », contraignit la République à financer une série d'expéditions navales visant à rétablir la conformité. Des actions diplomatiques convaincantes, mises en œuvre avec le nécessaire soutien des unités navales, convainquent le bey de Tripoli en 1766 et le dey d'Alger en 1777, de régler les différends qui surgissaient. De 1783 à 1792 un conflit opposa plutôt la république de Venise à la régence de Tunis, dont les ports furent bombardés à plusieurs reprises par la flotte vénitienne entre 1784 et 1786 : un blocus naval assez efficace détermina également une diminution des actions prédatrices du raïs tunisien et l'échec des tentatives de sortie. Le traité vénito-tunisien du 18 mai 1792 rétablit la paix. Vers la fin de 1796 le dey d'Alger, en représailles à un épisode de violence qui avait eu lieu à Smyrne, déclara la guerre à la République, mais ce conflit n'eut jamais vraiment lieu en raison des événements qui conduisirent à l'invasion de l'État par les Français.
La fin de la marine vénitienne s'accompagne donc de la fin de l'État tout entier en 1797, avec l'arrivée des troupes de Napoléon. Les Français emmènent les meilleurs navires et pillent l'arsenal avant la remise de la cité aux Autrichiens, qui récupèrent en janvier 1798 dix navires de ligne, sept frégates et corvettes, et plusieurs dizaines de canonnières et de petits navires, soit environ la moitié de la flotte de 1797. Avec la domination autrichienne qui suivit, les traditions maritimes vénitiennes finirent par se fondre dans la marine des Habsbourg.

## Flotte vénitienne à la chute de la République

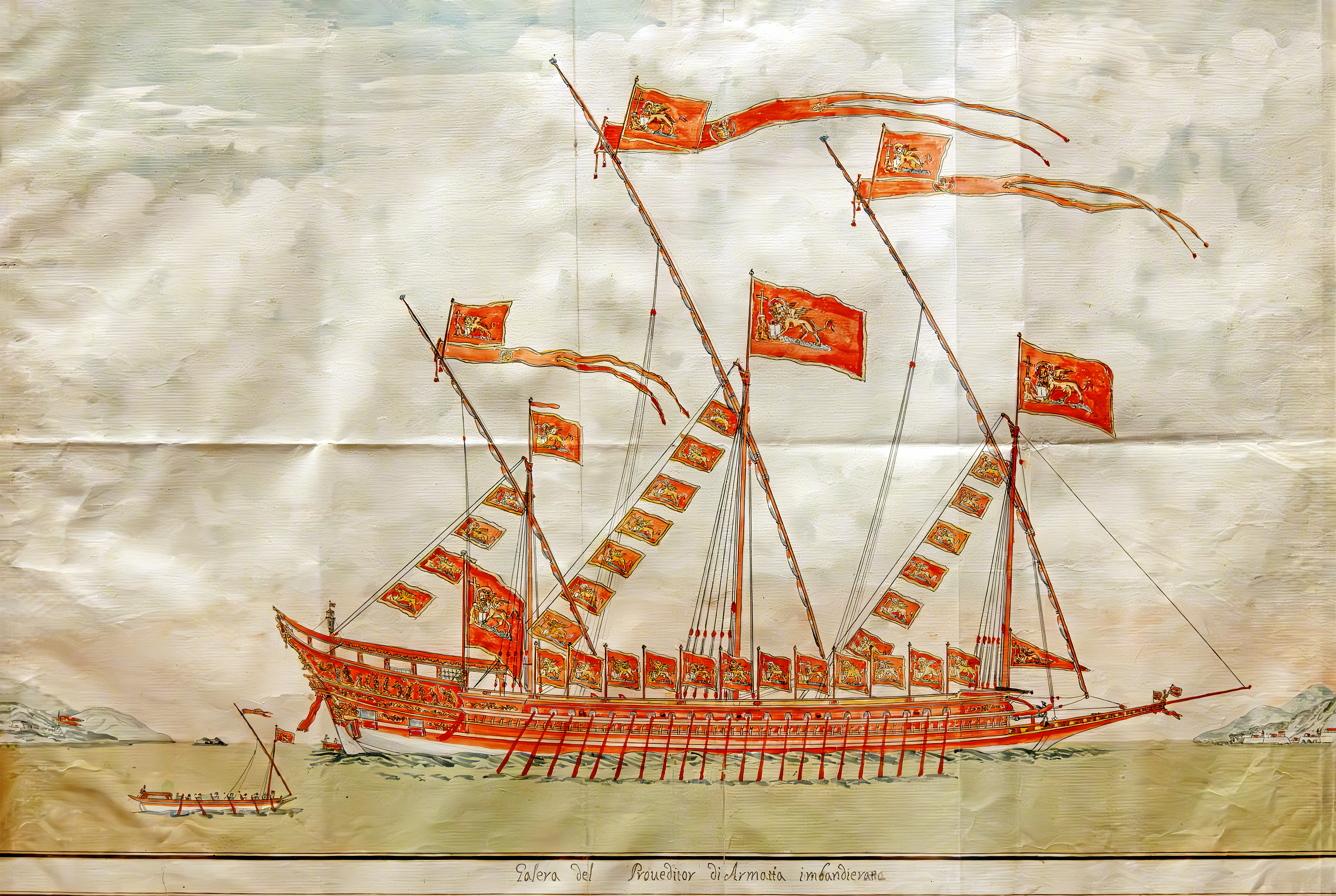
Galère du surintendant de la flotte, décorée de drapeaux - musée Correr

A la fin de l'indépendance, la flotte vénitienne se composait de :
- 11 navires de ligne avec 70 canons ; défini comme vaisseaux de premier rang à Venise
- 10 navires de ligne avec 66 canons ; (ou 64 canons) définis comme de grandes frégates dans la terminologie vénitienne
- 1 navire de ligne avec 56 canons ; défini comme une grande frégate dans la terminologie vénitienne
- 13 frégates de 42 à 44 canons ; frégates définies dans la terminologie vénitienne
- 2 frégates avec 32 canons ; frégates légères définies ou plus souvent « fregatine » dans la terminologie vénitienne (et les seules unités technologiquement comparables aux frégates légères des grandes marines)
- 3 brigantins de 16 à 18 canons ;
- 1 goélette avec 16 canons ;
- 2 cotres 10 canons ;
- 23 galères sotiles ;
- 7 galeottes (sciabecchi) ;
- 7 chebecs ;
- 5 felouques ;
- 99 batteries flottantes.

## Techniques de construction

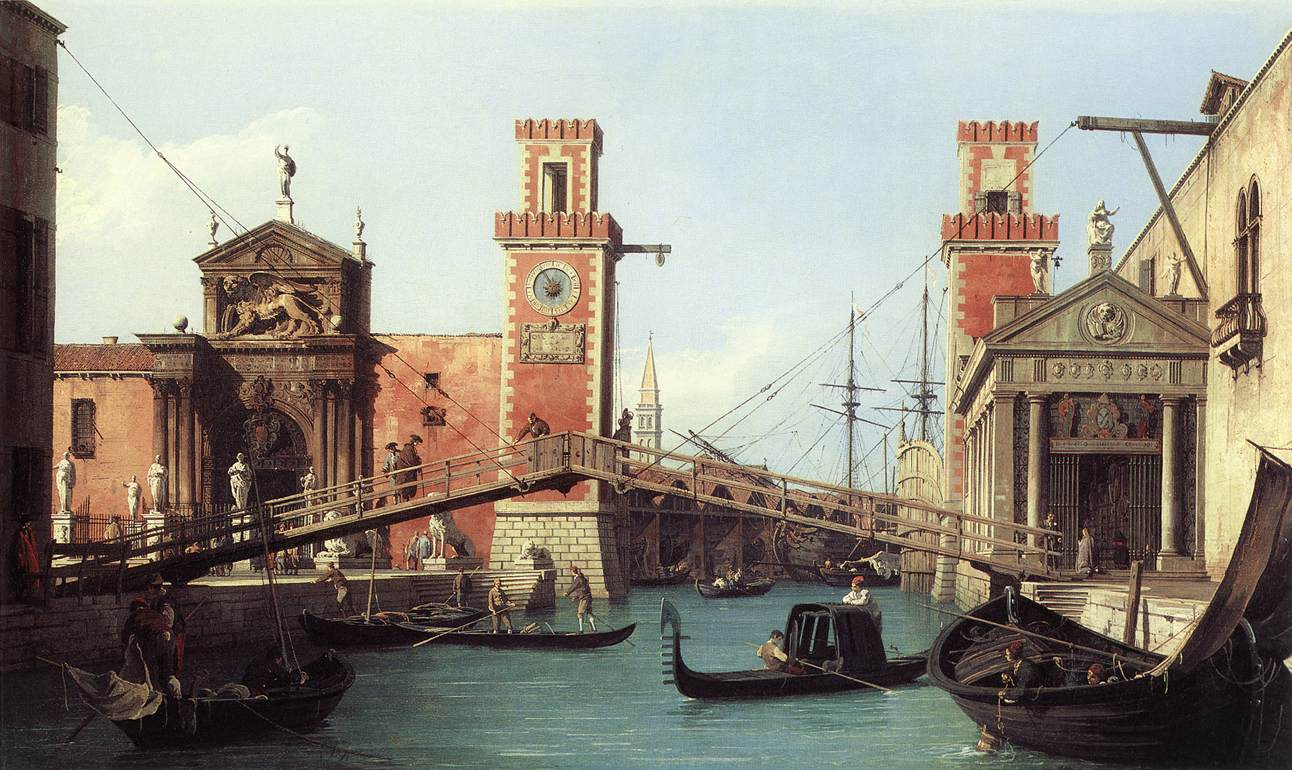
L’Arsenal dans une vue de Canaletto

Anciennement, les navires vénitiens étaient construits dans les nombreux chantiers privés disséminés dans la ville et la lagune, les squeri (du vénitien : squara, signifiant « équerre », l'outil incontournable de la construction). Cependant, à partir du XIIe siècle, toutes ces activités finirent par se concentrer dans un seul grand chantier public : l'Arsenal. Véritable cœur de la marine vénitienne, l'Arsenal a fini par rassembler toutes sortes d'activités, ouvriers ou matières premières utiles à la construction des navires et au fonctionnement de la flotte.
Au sein du complexe régnait une organisation stricte, visant à garantir la pleine efficacité du chantier, organisé comme une véritable ligne de montage. Les réalisations internes ont été standardisées, de manière à permettre une utilisation rapide, sans besoin d'adaptations laborieuses, et une disponibilité constante de pièces de rechange pour la flotte. De plus, toutes les matières premières ont été soigneusement sélectionnées et contrôlées, afin de vérifier leur qualité et leur efficacité. La construction des navires était confiée au proto, qui était chargé du traçage au sixième (en italien : tracciatura del sesto), c'est-à-dire du dessin des lignes de la coque, dont dépendraient les caractéristiques nautiques du navire, sa réussite ou son échec. C'était un acte résultant des enseignements reçus par le proto dans les longues années d'apprentissage, de l'expérience accumulée et de la justesse des sesti, outils utilisés dans ce travail délicat et jalousement gardé. Il s'agissait de règles courbes (gabarit) qui servaient à tracer, directement sur le sol, avec de la poudre rouge, les lignes de la quille et des nervures du nouveau navire. La construction de la coque sur la cale de halage est alors confiée aux compétences des maestri d'ascia (it) et des maestranze. Une fois les travaux terminés, les calfati se sont alors occupés d'imperméabiliser la coque en insérant des cordes de chanvre trempées dans de la poix entre les planches du bordé. Une fois les travaux terminés, le navire était prêt à être mis à l'eau et mis en place. Remorqué le long du canal intérieur qui coupait l'Arsenal en deux, le nouveau navire recevait depuis les entrepôts construits en séquence le long de celui-ci, toutes les pièces encore nécessaires à son achèvement : mâts, cordages, voiles, rames et gouvernails, jusqu'au biscotto, inévitable nourriture de l'équipage, et les armes, inévitable à bord de chaque navire. Tous les produits qui au fil du temps ont fini par être fabriqués au sein même de l'Arsenal, qui était équipé d'espaces entiers dédiés aux cordages, aux voileries, aux fonderies, aux fours, à la pecerie, etc. Au plus fort de son développement, un cycle de production aussi complet et autosuffisant permettait de construire jusqu'à trois grands navires par jour ; la seule limite était les stocks de matières premières.
Le maintien du secret des techniques de construction était d'un importance si grande pour la ville que bientôt tout l'immense complexe fut entouré de murs assez hauts pour bloquer la vue et l'accès, mais pas assez pour pouvoir espionner de loin, restant caché dans le profil de la ville. Sur l'ensemble du complexe veillaient deux Patroni , puis flanqués et soumis dans leur office par trois Provveditori dell'Arsenale, résidant dans trois palais construits autour des murs et appelés Paradiso, Purgatorio et Inferno, chargés de dormir à tour de rôle pendant quinze nuits dans la forteresse, en gardant les clefs. Les ouvriers du chantier, les Arsenalotti (it), (dont la journée de travail était réglée par la Marangona, la plus grosse cloche du clocher de San Marco) bénéficiaient alors de privilèges particuliers et étaient conservés à vie par l'État.

## L'Armada

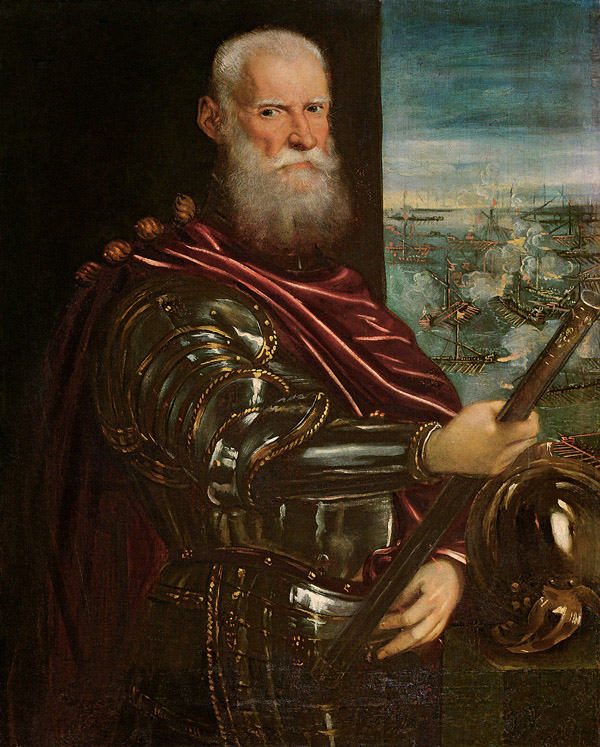
Sebastiano Venier avec les insignes du capitaine général da Mar dans un tableau du Tintoret

La marine vénitienne prit le nom d'Armata (en vénitien : Armada ), qui était le nom également attribué aux équipes et divisions navales individuelles, avec une signification équivalente à celle d'une flotte .
Formellement, le commandement de l'armée a toujours été un droit et une prérogative du Doge, qui est resté intact jusqu'à la fin de la République. Cependant, si les cas ne manquent pas où des princes, même tard dans les années, prennent la tête des opérations navales, la République prévoyait qu'à la tête de la marine, en cas de guerre, un commandant en chef serait nommé au grade de : 
- Capitano generale da mar, commandant en chef des opérations navales et amiral du noyau principal de la flotte ;

Immédiatement au-dessous et toujours présent aussi bien en temps de paix qu'en temps de guerre, il y avait la plus haute autorité maritime du Stato da Mar : 
- le Provveditore generale da mar, responsable de la discipline et de l'ordre, général payeur et commandant adjoint en temps de guerre.

Puis il y avait les équipes navales permanentes, avec leurs commandants : 
- le Capitano del Golfo,, commandant de la flotte adriatique, stationné à Corfou ;
- le Capitano delle galeazze, commandant des galères, stationné à l'Arsenal ;
- le Capitano dei galeoni, commandant de la grande Armada stationnée à l'Arsenal ;
- Le Governator de'condannati, commandant de l'escadron naval des galères utilisées pour patrouiller à longue distance.

Puis il y avait les commandants des différentes forces navales mineures organisées selon les besoins portant le titre générique de : 
- Capo da Mar, avec le sens d'amiral.

Le véritable titre d'ammiraglio, qui plus qu'un chef militaire désignait un expert en matière maritime, appartenait plutôt à trois officiers employés au contrôle du port de Venise et au commandement du Bucintoro, le navire ducal :
- l'Ammiraglio dell'Arsenal commandant militaire de l'Arsenal ;
- l'Ammiraglio del Lido, commandant de la surveillance du Porto di Lido-San Nicolò (it) ;
- l'Ammiraglio di Malamocco, commandant de la surveillance du Port de Malamocco (it).

A ceux-ci s'ajoutaient, toujours à Venise :
- le Capitano dell'Arsenal, commandant militaire adjoint de l'Arsenal.

Sur les navires de la grande armée (flotte à voile) la chaîne de commandement était formée par :
- le Capitano delle Navi (Ordinaire si paix, Extraordinaire en temps de guerre), toujours de rang patricien;
- l'Almirante ;
- la Patrona delle Navi ;
- le Governator di Nave ;
- les Nobili.

A bord des navires de l'Armata sottile (flotte d'aviron) les équipages étaient constitués comme suit :
- le sopracomito (appelé avant le XIIIe siècle patron, puis pendant une courte période comito ), capitaine du navire, toujours de rang patrizio ;
- le comito (autrefois appelé paron zurado), premier officier, toujours cittadino ;
- l 'Armiraglio, c'est-à-dire l'officier chargé de la manœuvre ;
- les nobili di poppa, deux ou trois officiers qui s'occupaient exclusivement d'organiser des batailles, des combats, etc..

Ils étaient rejoints par une segretario (scribe à bord) et un médecin .
Ensuite, il y avait les hommes d'équipage, qui dans une mince galère pouvaient atteindre 200 à 300 hommes :
- marinai, hommes spécialisés dans la navigation (barreurs, matelots, etc. ) ;
- les galeotti, rameurs ;
- le corps « tecnico» : calfats et charpentiers pour toutes réparations ;
- les fanti da mar, corps de combat.
  - les oltramarini, infanterie de marine dalmate

Les galères se répartissent généralement entre libere, où les forçats étaient constitués d'hommes libres recrutés au comptant, et sforzate, lorsque les forçats étaient plutôt réels condamnés à la rame forcée. En temps de guerre les rangs se sont encore épaissis en recourant aux zontaroli, condamnés de tous les territoires de la République.
Pendant une certaine période, au XVIe siècle, il y avait aussi un poste de Capitano del Lago, commandant de l'escadre pour le contrôle du lac de Garde .
Ce modèle de commandement et de contrôle de la marine était moderne et adéquat au Moyen Âge et au début de l'ère moderne, mais il était plutôt confus et archaïque dans les années 1600-1700, surtout en comparaison avec la France et, plus encore, la Grande Bretagne. Le modèle de commandement de la marine vénitienne dans la squadra a vela (l'armata grossa) était, en fait, basé sur l'aristocratie du dominant, et donnait lieu à une double ou triple chaîne de commandement sur chaque navire.
Le premier était de caractère aristocratique. Il y avait en fait un Governator della nave, un aristocrate vénitien, généralement élu par le Sénat pour 3 ou 5 ans (et souvent habitué à alterner des périodes d'embarquement avec des postes politiques ou administratifs, ou avec des professions libérales), assisté d'au moins (en théorie) 4 nobili di nave, avec la fonction d'officier élève. Les nobili di nave pouvaient être embarqués à 15 ans, il fallait au moins 4 années complètes d'embarquement pour être nommés gouverneurs, et un âge minimum de 20 ans. Après 4 ans de gouverneur vous pouviez être promu à des commandements supérieurs (équivalents aux ammiragli di divisione navale) appelés, par ordre croissant : Patron delle navi, Almirante, Capitano delle navi, auquel s'ajoutait, en temps de guerre, un Capitaine Estrardinary des Navires. Ces mandats, toujours élus par le Sénat, avaient une durée d'environ 36 mois (extensible). Le risque existait qu'elles deviennent des sinécures pour les principales familles aristocratiques, et c'est d'ailleurs souvent ce qui s'est passé, aussi parce que chaque nomination avait une dérivation politique directe et répondait non seulement à la logique d'un caractère naval et militaire, mais aussi à des et la logique politique, la dynamique au sein de l'aristocratie vénitienne.
La seconde était de caractère marin et/ou naval, et était centrée sur le capitano. Le capitaine était nommé par le collège de la milice da mar et restait en fonction, sauf exceptions et rappels par le gouvernement, pendant de très longues périodes, voire à vie.
Il était sous les ordres du gouverneur, qui était en principe le supérieur direct à bord, même si plusieurs unités n'avaient pas toujours le gouverneur, d'ailleurs tandis que le premier était un gentiluomo qui était « aussi » le commandant, le second était un professionnel expérimenté.
Généralement, ce sont des personnalités solvables (c'est-à-dire suffisamment riches pour pouvoir anticiper les salaires et traitements), la bourgeoisie ou l'aristocratie provinciale. Particulièrement répandus étaient les capitaines dalmates, les schiavoni (c'est-à-dire les Slaves), même si les Istriani, les Greci et les Albanesi ne manquaient pas, plus rares (mais rarement complètement absents des rôles) citoyens du Doge (Vénitiens, Chioggiotti, etc. ). Les Capitaines avaient généralement été pilotes avant d'occuper ce poste, et étaient toujours assistés d'un segretario (ou scrivano), obligatoirement choisi dans la classe des citoyens originaires de Venise, avec les réformes d'Angelo Emo, les capitaines étaient obligés de respecter plus rigoureusement l'équipage des rôles et une hiérarchie de commandement ont été formalisés parmi les 4 piloti déjà prévus, qui devaient les assister dans le commandement, les transformant en officiers modernes (appelés alfiere, sottotenente, secondo tenente et primo tenente di vascello respectivement porte-étendard, sous-lieutenant, sous-lieutenant et premier lieutenant de navire ). De plus, des « pilotini » ou « guardie marine » ont été ajoutés, choisis principalement parmi les fils de capitaines, pilotes ou anciens pilotes et anciens capitaines, après 3 ans ils pouvaient être promus. Le capitaine avait un rôle quasi « proprietario» vis-à-vis des marins à bord, qu'il choisissait et enrôlait personnellement et qui payaient directement avec l'argent reçu (mais pas toujours ponctuellement) de la république. Cela a conduit l'équipage à être très fidèle au capitaine (souvent plus qu'à la république elle-même), mais le Serenissima a su très bien gagner la confiance et la loyauté de ses capitaines (même avec de nombreuses missions cérémonielles, et en conférant des titres comme celui de Kavalier di San Marco), développant un modèle de commandement en quelque sorte féodal, mais somme toute efficace.
Enfin, il y avait un troisième niveau de commandement, en raison du fait que les navires vénitiens avaient un quota réduit de « marineria » à bord ; ou moins de la moitié de l'équipage était composé de marins, enrôlés par le capitaine, et dans le combat ceux-ci étaient assistés par des soldats et des militi della milizia de mar, indispensables pour faire fonctionner les canons. Celles-ci étaient organisées en compagnies de 100 soldats, généralement en guerre un navire de premier rang embarquait deux compagnies, tandis qu'une frégate n'embarquait qu'une seule, commandée par un capitano dei fant (appelé aussi capitano dei soldati), assisté d'un tenente, d'un alfiere pas toujours présents) deux sergenti et quatre caporali.
Tant les marins que les soldats n'étaient pas fréquemment enrôlés dans la ville de Venise (même si la marine marchande vénitienne comptait une grande partie des citoyens, qui en cas de mobilisation pouvaient être transférés sur des navires militaires), généralement la majeure partie des marins venait de Grèce et d'Albanie, que ce soit dans les zones contrôlées par la république ou par l'Empire ottoman, assisté par les Istriani et les Dalmati. Les soldats, en revanche, étaient à la fois sujets de la république (esclaves ou italiens), et mercenaires étrangers (initialement principalement hollandais et grisons, puis allemands, mais les Italiens d'autres états et français ne manquaient pas, de plus les Albanais étaient souvent distingué). Les flottes vénitiennes avaient donc souvent un caractère multilingue et étaient une babel de langues différentes. A titre d'exemple, au 28 octobre 1619 (année de la mobilisation et de la guerre « non déclarée » contre l'Espagne) 8437 soldats étaient à bord des 35 navires vénitiens, dont 3556 hollandais, 353 anglais, 158 corses, 1099 italiens, 1112 croates, 1092 grecs, 1067 Albanais, une situation qui perdure au siècle suivant. La marine vénitienne était organisée pour armer entre 27 et 36 grosses unités en cas de guerre, réparties en 3 ou 4 divisions de 9 unités. En mobilisation, il fallait entre 4 500 et 5 000 marins, ainsi que plusieurs centaines de spécialistes et sous-officiers et un peu moins de 5 000 soldats (contre seulement 1 000 qui étaient de service en temps de paix), pour au moins 11 000 hommes ; un nombre difficile à atteindre à la fin des années 1700.
- Étendard de la marine de guerre aux Armoiries du Doge Domenico Contarini
- Étendard naval avec Sainte Barbe patronne de la marine de guerre

## La marine marchande

### L'âge desmude
À l'époque de l'apogée du pouvoir marchand, les expéditions commerciales à Venise étaient généralement organisées par la République sur une base annuelle. Le gouvernement offrait ses navires (généralement entre 2 et 4 galères par voyage) et des sous-appaltava à des consortiums privés par le biais d'une enchère publique (l'incanto). La vente aux enchères a été convoquée par le Sénat, qui a approuvé en même temps les règles que les gagnants devraient respecter pendant le voyage (comme le jour du départ, les arrêts minimum et maximum dans certains ports, l'itinéraire à suivre, l'équipage à engager, l'interdiction de charger des marchandises dans des parties du navire autres que celles prévues, etc. ). Une fois les offres approuvées, les particuliers à la tête des différents consortiums étaient nommés Patroni des différentes galee.
A la tête de tout le convoi était nommé par le Sénat un Capitano accompagné d'un scrivano également de nomination publique et d'un Amiral, chargé des affaires inhérentes à la navigation. Le Capitano était le représentant de l’État et avait pour mission de veiller à l'application des règles imposées par le Sénat sur tous les navires. De plus, en tant qu'agent public, le capitaine avait la charge et l'honneur de recueillir et de rapporter tous les faits et informations saillants dont il avait eu connaissance pendant le voyage, puis de les rapporter rapidement au Sénat à son retour à Venise.
Chaque singolo patrono devait participer personnellement au voyage et s'occuper de louer l'espace de sa propre galera à divers marchands. Pour des raisons logiques et économiques, les commerçants privilégiés étaient les mêmes qui avaient soutenu et financé l'élection du patrono lui-même. Les marchands qui chargeaient leurs marchandises à bord ne les suivaient pas toujours mais déléguaient aux patrons eux-mêmes pour les vendre dans certains ports et à certains prix. Une autre tâche importante des clients était de recruter l'équipage pour leur galera où les rameurs, les archers, le médecin du navire, officiel (le « homo de conzeio, le navigateur, et Paron zurado, officier de pont), et payer leur salaire.

### L'époque du déclin
Si à l'origine l'organisation étatique de la marine marchande, créée par le biais du muda, s'accompagnait encore d'une libre initiative privée. Avec la fin de la première à la suite du déclin commercial du XVIe siècle et la création simultanée d'une marine stable, la flotte marchande vénitienne est restée entièrement aux mains de l'initiative privée.
Les équipages étaient recrutés par les capitaines moyennant le versement anticipé de quelques mois de salaire. Puis des commissaires-priseurs annoncaient le départ pour les trois jours précédant le même : vu l'avance reçue, la désertion constituait un crime, dont la persécution, dans la ville de Venise, appartenait à une magistrature particulière, les Signori della Notte (seigneurs de la nuit), qui prévoyaient des embarquements ou arrestations. L'un des plus grands amiraux de la dernière partie de l'histoire de la Sérénissime fut Angelo Emo, qui occupa le rôle d'administrateur à l'Arsenale, plus tard amiral, et théorisa dans divers écrits l'évolution de la marine vénitienne selon le modèle de la Royal Navy, mais qui a toujours heurté la politique du gouvernement de réduire le financement de la flotte. Emo eut la dernière flotte relativement importante déployée dans une expédition contre les pirates barbaresques, composée de cinq navires de ligne et cinq frégates, et une série de bombardes transportées sur des zatteroni assemblabili (radeau) conçus par Emo lui-même, lorsqu'il était directeur de l'arsenal de la République. Après avoir mené la flotte et vaincu facilement les ennemis en mer, équipés uniquement de galères et autres bateaux légers à faible tirant d'eau, les Emo, lorsqu'ils se sont réfugiés dans leurs ports protégés par des eaux peu profondes, ont eu l'idée astucieuse de bombarder les ports (Sfax, Tunis, Biserta, pour n'en citer que quelques-uns) grâce à l'utilisation des radeaux précités, qui parvenaient à passer là où les plus gros navires auraient été impossibles à arriver près de l'entrée des ports ( 1785 - 1786 ) ; selon certains témoins de l'époque, la ville de Bizerte a été quasiment détruite. La Sérénissime à une occasion similaire a promu une expédition ultérieure, toujours sous le commandement d'Emo, de moindre force, qui, cependant, malgré les graves dommages causés aux villes barbaresques, n'a pas incité les opposants à se rendre ; Emo n'est pas resté aux commandes jusqu'à la fin de l'expédition, mais est retourné à Venise en donnant le commandement à son lieutenant, Tommaso Condulmer (it).